# Эттинджер, Амбер Ли
Амбер Ли Эттинджер (англ. Amber Lee Ettinger, более известная как Obama Girl, род. 2 октября, 1982, Хэйзлтон, США) — американская модель и интернет-знаменитость, исполнительница популярной песни «I Got a Crush… on Obama» о президенте США Бараке Обаме.
В 2003 году Эттинджер получила титул Мисс города Нью-Йорк.
В июне 2007 году американский развлекательный веб-сайт Barely Political разместил на YouTube полусатирический видеоклип Эттинджер «I Got a Crush… on Obama».
Позже Эттинджер снялась в клипе «Hillary! Stop the attacks! Love, Obama Girl»

## Внешние ссылки
- Канал Эттинджер на YouTube